# Grabowiec (gromada w powiecie hrubieszowskim)
Grabowiec – dawna gromada, czyli najmniejsza jednostka podziału terytorialnego Polskiej Rzeczypospolitej Ludowej w latach 1954–1972.
Gromady, z gromadzkimi radami narodowymi (GRN) jako organami władzy najniższego stopnia na wsi, funkcjonowały od reformy reorganizującej administrację wiejską przeprowadzonej jesienią 1954 do momentu ich zniesienia z dniem 1 stycznia 1973, tym samym wypierając organizację gminną w latach 1954–1972.
Gromadę Grabowiec z siedzibą GRN w Grabowcu utworzono – jako jedną z 8759 gromad na obszarze Polski – w powiecie hrubieszowskim w woj. lubelskim na mocy uchwały nr 8 WRN w Lublinie z dnia 5 października 1954. W skład jednostki weszły obszary dotychczasowych gromad Bronisławka, Grabowczyk, Dańczypol, Góra-Grabowiec, Grabowiec, Siedlisko i Hołużno ze zniesionej gminy Grabowiec w tymże powiecie. Dla gromady ustalono 27 członków gromadzkiej rady narodowej.
1 stycznia 1960 do gromady Grabowiec włączono obszar zniesionej gromady Szystowice w tymże powiecie.
1 stycznia 1962 do gromady Grabowiec włączono wieś Bereść ze zniesionej gromady Gdeszyn oraz wieś i kolonię Rogów, kolonię Franciszków i kolonię Piotrówka ze zniesionej gromady Świdniki w tymże powiecie.
1 stycznia 1969 do gromady Grabowiec włączono obszar zniesionej gromady Skomorochy Małe w tymże powiecie.
Gromada przetrwała do końca 1972 roku, czyli do kolejnej reformy gminnej. 1 stycznia 1973 w powiecie hrubieszowskim reaktywowano gminę Grabowiec (od 1999 gmina Grabowiec znajduje się w powiecie zamojskim w woj. lubelskim).